# Попова Діна Олегівна
Діна Олегівна Попова, також Діана (нар. 16 липня 1977, м. Львів — 13 квітня 2025, м. Київ) — українська фінансистка, підприємиця у сфері торгівлі, готельно-ресторанного та кінно-спортивного бізнесу, чиновниця у сфері культури, директорка Музею історії міста Києва (з вересня 2022 року). Директорка Департаменту культури КМДА (2014—2021). Кандидат історичних наук (2013).

## Життєпис
Народилася 16 липня 1977 року у Львові в родині фізика-ядерника, закінчила там середню школу. Батько — фізик-ядерник та підприємець Олег Якович Попов. Тривалий час був знайомий із Віктором Ющенком. Допоміг донькам взяти кредит на мільйон доларів задля будівництва кінного клубу «Магнат» у Чубинському. Сестра — Наталя Попова (нар. 25 вересня 1972), професійна вершниця, з 11 років займається кінним спортом. Була одружена у 1999—2003 рр. з київським підприємцем Миколою Бакановим.
У 1999 році закінчила Національну академію управління, факультет фінансів, за спеціальністю «магістр з фінансового менеджменту». 2001-го стала магістром міжнародного права Київського національного університету ім. Тараса Шевченка, Інституту міжнародних відносин. У 2009 році стала аспіранткою Дипломатичну академію України ім. Геннадія Удовенка при МЗС України. 2013 року в цьому ж закладі захистила кандидатську дисертацію під назвою «„Кримське питання“ в українсько-російських відносинах (1991—2010 рр.)» та стала кандидатом історичних наук за спеціальністю всесвітня історія. Також у 2013 році закінчила навчання в Аспен Інститут Київ «Відповідальне лідерство» та в Leadership Academy for Development. У 2018 році закінчила Українську школу політичних студій та Академію лідерства. 2021 року пройшла програми President MBA в Києво-Могилянській бізнес-школі (KMBS).
У студентські роки захоплювалась преферансом: перші гроші (20 доларів США) виграла у своїх однокурсників.
Померла 13 квітня 2025 року після тривалої важкої хвороби.

## Кар'єра

### Бізнес
Під час навчання у Національній академії управління (1993—1999) працювала в ОЛБанку та помічницею офіціанта у ресторані «Хуторок».
У 1993—1998 рр. працювала менеджеркою на промисловому підприємстві «Галичина».
З жовтня 1999 до серпня 2001 року — працювала адміністраторкою ресторану «Дежавю», що належав ТОВ «Театраль» (Київ). За дев'ять місяців стала заступницею директора цього закладу, а згодом — артдиректором. Засновниками ЗАТ «Театраль» були сама Діна Попова та батьки депутата Артура Палатного.
З вересня 2001 до липня 2003 року — виконавча директор ТОВ «Магнат М» (с. Чубинське Київської області, з 2014 року — ТОВ «Наталія-Альянс»). Офіційне відкриття кінного клубу «Магнат» відбулося 2005 року. Клуб розташований на 11 га землі і включає: три стайні (одна з яких триповерхова), відкритий манеж, готель та ресторан. Це був сімейний бізнес, за словами Діни Попової, її сестра Наталя контролювала все, що пов'язане з кіньми, вона відповідала за бізнес-процеси..
З серпня 2003 до березня 2005 року — голова правління ЗАТ «Едванс» (с. Чубинське Київської області), що займалося ресторанним бізнесом та наданням послуг мобільного харчування.
З березня 2005 до липня 2014 року — директор ТОВ «Едванс М».
У 2003 також стала співзасновницею (50 %) та бенефіціарною власницею ТОВ «Міжнародне інтелектуальне агентство». Основним видом діяльності ТОВ є посередництво у торгівлі машинами, промисловим обладнанням, кораблями та літаками.

### Державна служба
У липні 2014 році вступила на державну службу.
У 2014 була помічницею-консультанткою народного депутата України Павла Рябікіна.
З серпня по жовтень 2014 року була першою заступницею директора Департаменту культури КМДА, а з 28 жовтня 2014 року призначена директором Департаменту культури виконавчого органу КМДА.
У січні 2015 року Попова в інтерв'ю тижневику «Фокус» заявила, що її не лякає зарплата держслужбовиці: «Звичайно, неможливо жити на зарплату держслужбовця завжди. Але я відчуваю, що зараз можу собі це дозволити». При цьому вона не задекларувала жодних коштів на рахунках у банках.
3 вересня 2022 року призначена генеральним директором Музею історії міста Києва.

### Громадська діяльність
Діна Попова була співзасновницею Всеукраїнської громадської організації «Асоціація сприяння розвитку кінного спорту України». Також є членкинею Національної спілки журналістів України та ГО "Асоціація випускників «Аспен-Україна»

## Нагороди
- 2018 — Орден княгині Ольги ІІІ ступеня
- 2018 — Найвища державна нагорода Республіки Італія для іноземців «Орден Зірка Італії»
- 2020 — Орден Мистецтв та літератури (Франція)

### Інтерв'ю
- «Знойный аллюр» // Статус № 25 (143) від 21.06.2010
- Думки про культуру під час війни: Діана Попова
- Музей історії міста Києва заслуговує статусу Національного, — Діана Попова
- Діана Попова: роблю все, щоб високе мистецтво було доступне людям
- Діана Попова: думаю, що влада отримала дуже потужний меседж
- Диана Попова: «Возникшая с Маршем равенства ситуация — это ограничения в правах. Мне это претит»
- Кінотеатр «Київ», бієнале та класична музика на площах: з чого складається культурна політика Києва. Інтерв'ю з Діаною Поповою